# Gens Horàcia

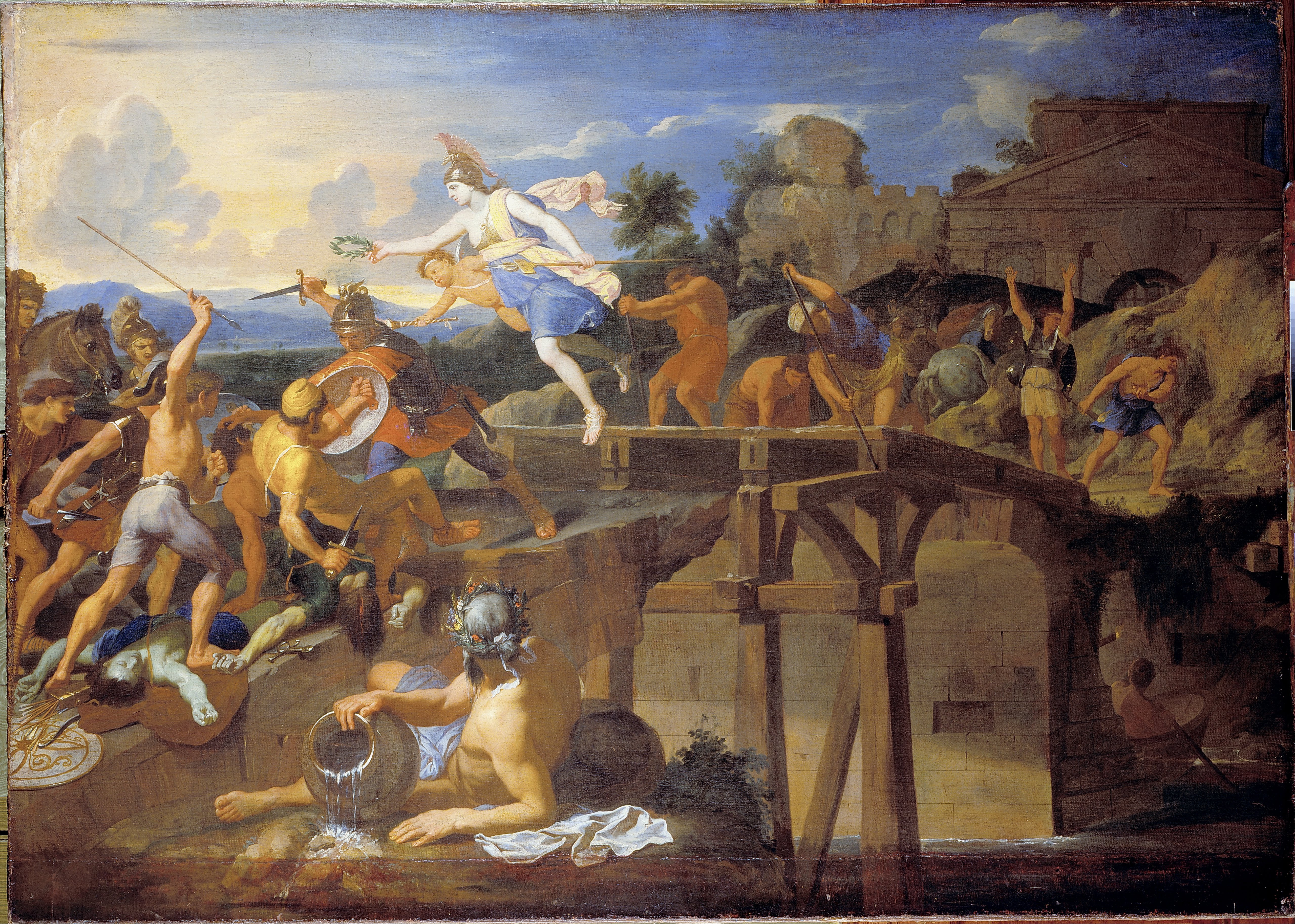
Horatius Cocles defensant el pont (1642–43), obra del pintor Charles Le Brun

Horàcia (en llatí Horatia gens) era un família romana d'origen patrici, pertanyent a la tribu dels luceres. L'antiguitat d'aquesta família es remunta als orígens de Roma.
S'expliquen algunes històries de rivalitat amb la gens Valèria. Van tenir diferents branques: Barbatus, Cocles i Pulvillus, que van aportar personatges destacats en la història de la civilització romana.

## Orígens
Les tribus romanes no eren grups ètnics o racials en el sentit actual de la paraula, sinó que designava grup persones amb relació de parentesc i procedència geogràfica comunes. Segons la llegenda, Ròmul va fundar la ciutat de Roma aplegant els dos grups (els Ramnes i el Tities) que vivien entre els turons Viminal, Quirí i Esquilí. Poc després, el tercer rei, Tul·li Hostili va incloure els camperols que vivien a les terres contigües, coneguts com els Luceres i llavors van ser tres els grups que conformaven els habitants de Roma, d'on ve el nom de tribu (tribu = tres).
D'aquesta tercera tribu, els Luceres, procedien els Horacis. Es creu que el seu nom deriva de Horatus, un dels seus membres recordat com a heroi i al qual es va dedicar un roure.
Una llegenda narra que, en temps del rei Tul·li Hostili, els romans estaven en conflicte amb el poble veí d'Alba Longa. Els reis d'ambdues ciutats van acordar que, per tal d'evitar la mortaldat que suposaria una guerra, la sort es decidiria amb un combat entre tres membres de la família dels Horacis i tres homes d'Alba, els Curiacis. L'historiador Titus Livi narra l'esdeveniment del combat entre els Horacis i els Curiacis. Havent guanyat els Horacis, la ciutat d'Alba Longa va ser destruïda i els seus habitants deportats a Roma.

## Praenomina usats per la gens Horàcia
El nom dels antics romans estava format per tres paraules: el praenomen (propi de l'individu), el nomen (el del grup familiar ample o gens) i el cognomen (nom de la família propera).
Els Horacis van emprar preferentment com a primer nom: Publius (que significa «del poble»), Marcus (relacionat amb el nom del déu Mart), Lucius («il·luminat») i Gaius («el qui gaudeix»).

## Branques de la gens Horàcia
Durant la República consta l'existència de diverses branques dins la gens Horàcia: eren els Barbatus, els Cocles, i els Pulvillus. Barbatus i Pulvillus eren noms de clan familiar o cognomen, mentre que Cocles sembla haver-se originat a partir del sobrenom donat a un heroi destacat en la defensa del Pons Sublicius, Horaci Cocles, durant l'atac dels Clúsium. Plutarc suposava que la paraula li havien posat per comparació amb el ciclop grec per haver perdut un ull durant la batalla, o potser perquè les proporcions del seu cap donaven la sensació que només en tingués un. Es deia que Cocles era nebot del cònsol Marcus Horatius Pulvillus i no se sap si va tenir descendència. En les darreries de la República van aparèixer altres cognomen que van pertànyer als Horacis, probablement provinents dels lliberts d'aquesta gens, com ara el poeta Quintus Horatius Flaccus, del qui se sap que era fill d'un llibert i que Flaccus no era una paraula emprada pels Horacis.

## Membres de la gens Horàcia

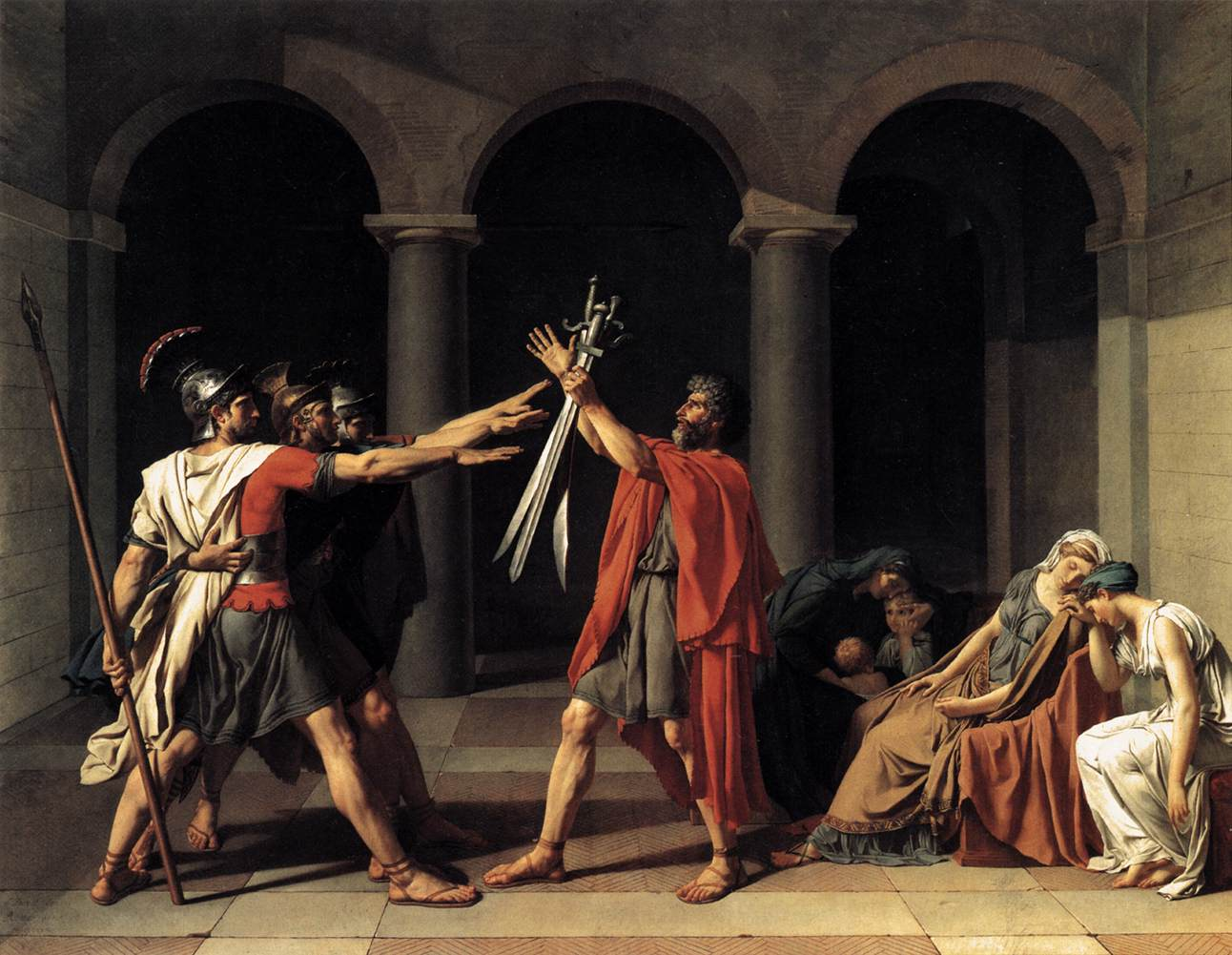
"El jurament dels Horacis",obra del pintor Jacques-Louis David.

- Publius Horatius: Pare dels Horatii que van lluitar contra els Curiacis. Va absoldre el seu fill per haver matat la seva germana. En algunes versions de la llegenda, el seu praenomen és Marcus.[9][10][11][12]
- Publius Horatius: Un dels tres germans que van lluitar contra els Curiacis i l'únic supervivent del combat. La seva germana va morir a les seves mans.
- Horatia: Germana dels tres guerrers que van lluitar contra els Curiacis. Enamorada d'un Curiaci, s'havia promés en secret amb ell esperant que la seva unió desfaria la rivalitat entre ambdós pobles, però quan el seu germà Publius Horatius ho va saber la va matar. Es deia que la seva tomba estava vora la Porta Capena.[13][9][14]
- Publius Horatius Cocles: Un dels herois de la República, que va defensar la ciutat de Roma de la invasió de Lars Porsenna, cap al 508 aC.[15][16][17][18][19][20][21]
- Quintus Horatius Flaccus: Poeta dels temps de l'emperador August, més conegut com a Horaci.

### Horatii Pulvilli
- Marcus Horatius M. F. Pulvillus: Cònsul suffectus el 509 aC, i potser també el 507.
- Gaius Horatius M. f. M. n. Pulvillus: Cònsul el 477 i el 457 aC, va vèncer els Eques.
- Lucius Horatius Pulvillus: Va ser tribú amb potestat consular el 386 aC.[22]
- Marcus Horatius Pulvillus: Va ser tribú amb potestat consular l'any 378 aC.[23]

### Horatii Barbati
- Marcus Horatius M. f. L. n. Barbatus: va governar amb Lucius Valerius Potitus, i junts van abolir el decemvirat l'any 449 aC; es fan enfrontar als sabins i els van derrotar.
- Lucius Horatius M. f. M. n. Barbatus: Va ser tribú amb potestat consular l'any 425 aC.[24][25]